# لون رامبین
لون رامبین (به انگلیسی: Leven Rambin) یک بازیگر ، سینما و تلویزیون آمریکایی است.

## فیلم ها
- عطش مبارزه (فیلم)
- پرسی جکسون و المپ نشینان: دریای هیولاها
- قانون و نظم: واحد قربانیان ویژه
- نابودگر: ماجراهای سارا کانر
- درمانگاه خصوصی
- آناتومی گری (مجموعه تلویزیونی)
- انسان‌های فردا
- جادوگران محله ویورلی
- تعقیب تک‌موج‌ها
- والتر